# Birgitta Stenberg (skulptör)
Birgitta Margareta Stenberg, född 11 januari 1937, död 10 mars 2019 i Matteus församling, Stockholm, var en svensk skulptör. Birgitta Stenberg utbildade sig på Konstfack i Stockholm 1964–1967 och på Kungliga Konsthögskolan i Stockholm 1969–1975.

## Offentliga verk i urval
- Leklabyrint, trä, 1972, Skärsätra skola i Lidingö
- Kondor och kolibri, 1971, Sabbatsbergs sjukhus i Stockholm
- Pärlbåtsnäcka, vit betong och brons, 1990, Polacksbackens campusområde, Uppsala universitet i Uppsala
- Staty över Thor Modéen, brons, Kungsör, 1998
- Fålar tre, brons, trä, terrazzo och högblankpolerat rostfritt stål, 1998. huvudentrén till Danderyds sjukhus, Danderyds kommun
- Storlom, brons, 2001, Bostadsrättsföreningen Essingefjärden, Segelbåtsvägen på Stora Essingen i Stockholm
- Oas, tidigare på Fältöverstens terrassplan, numera i parken Oasen i Rinkeby, Stockholm
- Vattenliv, fontän i vit betong, utanför Ersta Sköndal högskola i Stockholm